# Diploma Profesional de Entrenador de Fútbol
El Diploma Profesional de Entrenador de Fútbol (Denominado hasta enero de 2015 Diploma de Entrenador Nacional de Fútbol - Nivel 3) es la máxima titulación obtenida en España tras la realización de los estudios federativos organizados por la Real Federación Española de Fútbol o federaciones territoriales y realizados a través de sus respectivos comités de entrenadores.

## Habilitación
Estos estudios, enmarcados en el ámbito de la educación no formal, permiten ejercer las funciones de entrenador en cualquier categoría del fútbol español.

## Características

### Requisitos
Los requisitos para obtener el Diploma Profesional de Entrenador son los siguientes:
- Estar en posesión del Diploma Avanzado de Entrenador.
- Haber realizado, al menos durante un año, después de obtener el Diploma Avanzado de Entrenador, las funciones propias de un entrenador de fútbol.
- Superar, en su caso, el examen selectivo de acceso al curso nacional que convoquen las Escuelas de las Federaciones de ámbito autonómico correspondientes, programado y supervisado por la Escuela Nacional.
- Aprobar el correspondiente curso académico.

### Plan de estudios
La carrera para obtener el Diploma Profesional de Entrenador tiene una duración de 400 horas, todas ellas teóricas.

#### Bloque común
| Asignatura                                   | Teoría | Práctica | N.º Total de Horas |
| -------------------------------------------- | ------ | -------- | ------------------ |
| Fisiología del Alto Rendimiento Deportivo    | 20     | 0        | 20                 |
| Biomecánica del Alto Rendimiento Deportivo   | 15     | 5        | 20                 |
| Psicología del Alto Rendimiento Deportivo    | 15     | 0        | 15                 |
| Sociología del Alto Rendimiento Deportivo    | 5      | 0        | 5                  |
| Gestión del Alto Rendimiento Deportivo       | 10     | 0        | 10                 |
| Entrenamiento del Alto Rendimiento Deportivo | 15     | 15       | 30                 |

#### Bloque específico
| Asignatura                      | Teoría | Práctica | N.º Total de Horas |
| ------------------------------- | ------ | -------- | ------------------ |
| Técnica Colectiva               | 10     | 30       | 40                 |
| Táctica y Fundamentos del Juego | 10     | 70       | 80                 |
| Reglas de Juego                 | 10     | 0        | 10                 |
| Preparación Física              | 10     | 30       | 40                 |
| Metodología                     | 5      | 15       | 20                 |
| Dirección de Equipos            | 15     | 0        | 15                 |
| Desarrollo Profesional          | 10     | 0        | 10                 |
| Nuevas Tecnologías              | 40     | 0        | 40                 |
| Idioma                          | 45     | 0        | 45                 |

### Coste
La carrera que da acceso al Diploma Profesional de Entrenador cuesta actualmente 1.200 euros.

## Equivalencia en UEFA
El Diploma Profesional de Entrenador de Fútbol obtenido en España es equivalente a la Licencia UEFA "Pro" de Fútbol, en virtud del convenio suscrito entre la UEFA y la RFEF fechado el 31 de agosto de 2010.

## Polémica por la no homologación de la titulación
El Ministerio de Educación, Cultura y Deporte, desde que instauró las enseñanzas de régimen especial, no reconoce los títulos federativos; entre ellos el Diploma Profesional de Entrenador; como una certificación oficial al ser unos estudios privados con carácter únicamente federativo, lo que ha sido causa de numerosas denuncias y reclamaciones.

¿Por qué la ANEF persigue el reconocimiento de tales estudios?. Si bien es verdad que el desconocimiento de la norma no exime de su cumplimiento, y que todos deberíamos haber sabido que el reconocimiento iba a ser solo hasta 2007 y que la realización de tales estudios federativos a partir de 2007, jamás iban a obtener un reconocimiento oficial, no es menos cierto:
 
1º.- Que muchas Territoriales durante esa fecha han inducido a error a los participantes, en unos casos porque se requería titulación académica como establecían los oficiales, en otros, porque no se indicaba con claridad que el título era federativo y así un sinfín de casos.
 
2º.- Fundamentalmente, porque la Administración, desde la implantación de las enseñanzas deportivas no ha creado ningún centro oficial como ocurre con el resto de enseñanzas de formación profesional, con lo que la única alternativa que le quedaba al alumno era cursar las federativas o no estudiar.
 
Asociación Nacional de Entrenadores de Fútbol 

Y además, desde el Consejo Superior de Deportes se indicó a través de un comunicado, que las federaciones deportivas tienen obligación de aceptar las titulaciones de Técnico Deportivo de Grado Medio y Superior reguladas por el Real Decreto 1363/2007, de 24 de octubre, junto a las titulaciones federativas.